# Cichorium intybus
Cichorium intybus, conhecida popularmente como chicória, é uma erva bianual da família das Asteraceae, nativa da Europa e da Ásia. Geralmente com flores azuis brilhantes, raramente brancas ou rosadas. Hoje em dia é cultivada em todo o mundo e é utilizada na alimentação e como planta medicinal. Originária do Velho Mundo, foi introduzida na América e na Austrália. Muitas variedades são cultivadas para fazer saladas com suas folhas, brotos tenros ou raízes (var. sativum), que são cozidas, moídas e utilizadas como substituto do café e aditivo alimentar. A inulina, um extrato da raiz de chicória, tem sido utilizada na fabricação de alimentos como adoçante e fonte de fibra alimentar. A chicória também é cultivada como forragem para o gado.
É conhecida como radicchio na culinária italiana onde é usada como salada.
A sua altura varia entre 20 cm e 50 cm, tem talo cilíndrico, as suas folhas são lanceoladas, de bordos sinuosos, as suas flores são de um azul vivo e reúnem-se sempre inflorescências abrindo-se sob forma de estrela e florescem da primavera até o Outono.

## Fitoterapia
Popularmente é usada para tratar problemas hepáticos e também como tônico e depurativo do sangue e ainda como laxante.
As raízes torradas e moídas possuem propriedades tonificantes e são usadas como substituto do café, é hipoglicêmico, aumenta a secreção bilear, hepatoprotetor, atua no glicogênio do fígado e promove a digestão.

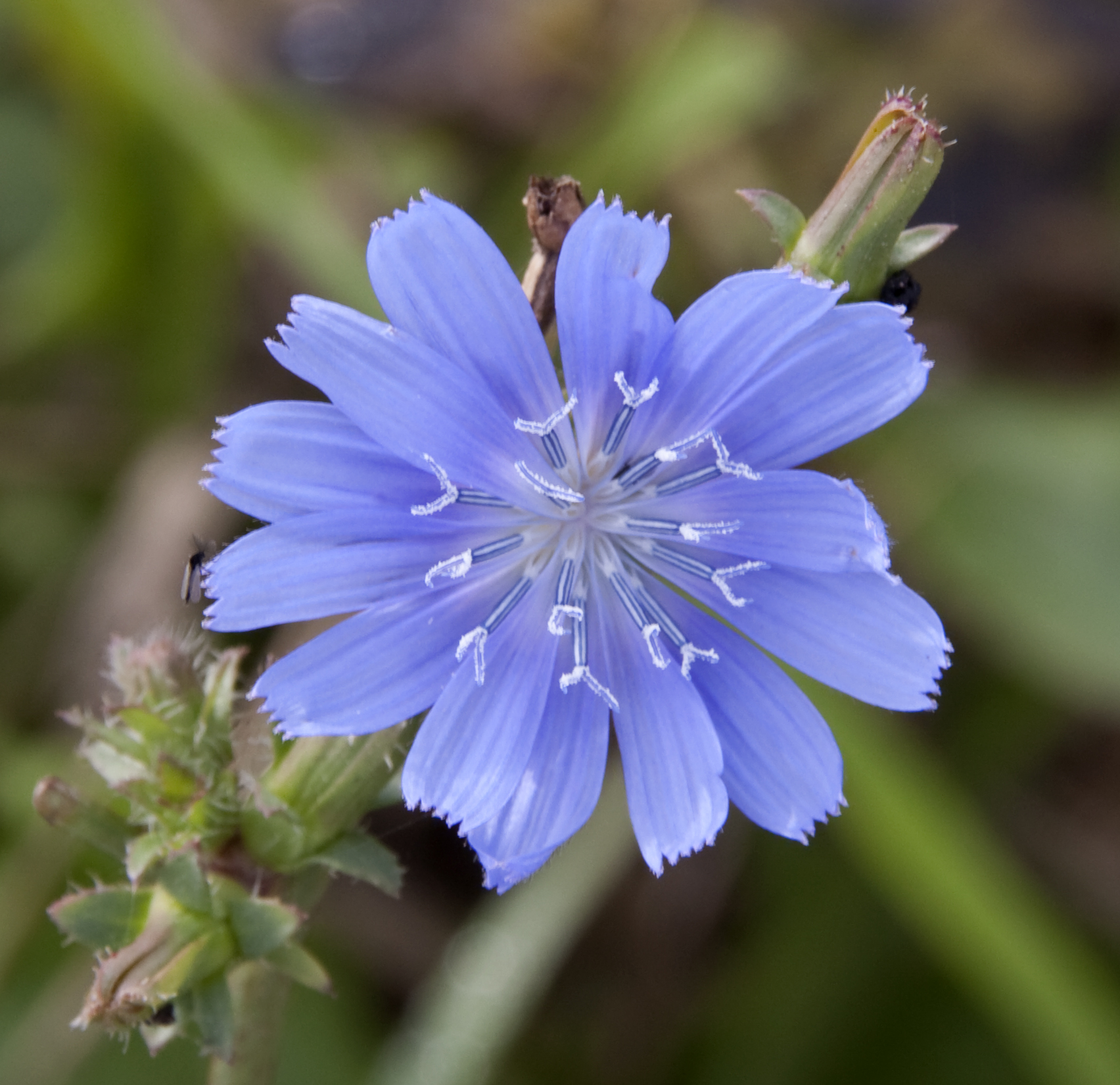
Flor
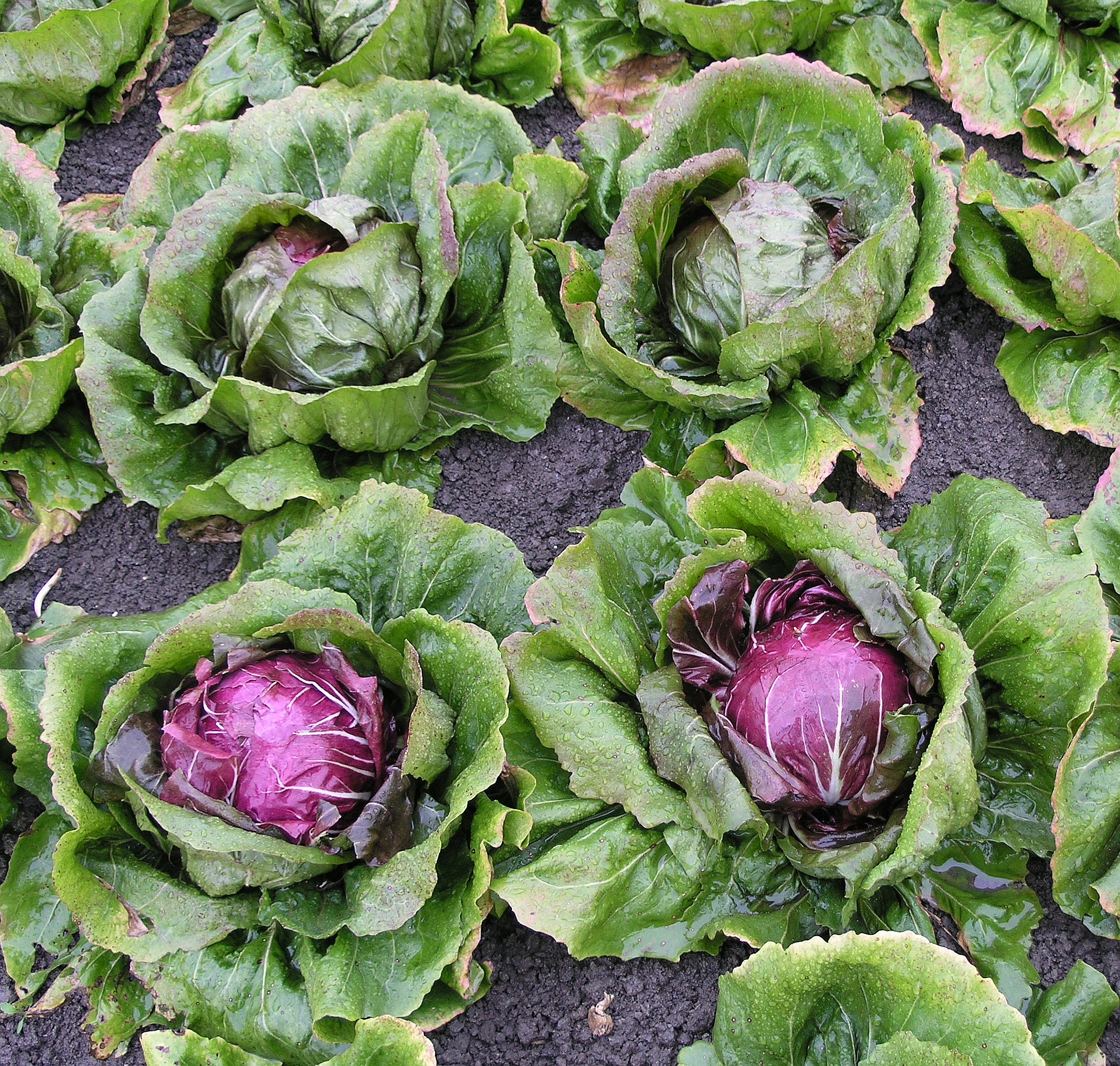
Variedades verde e vermelha
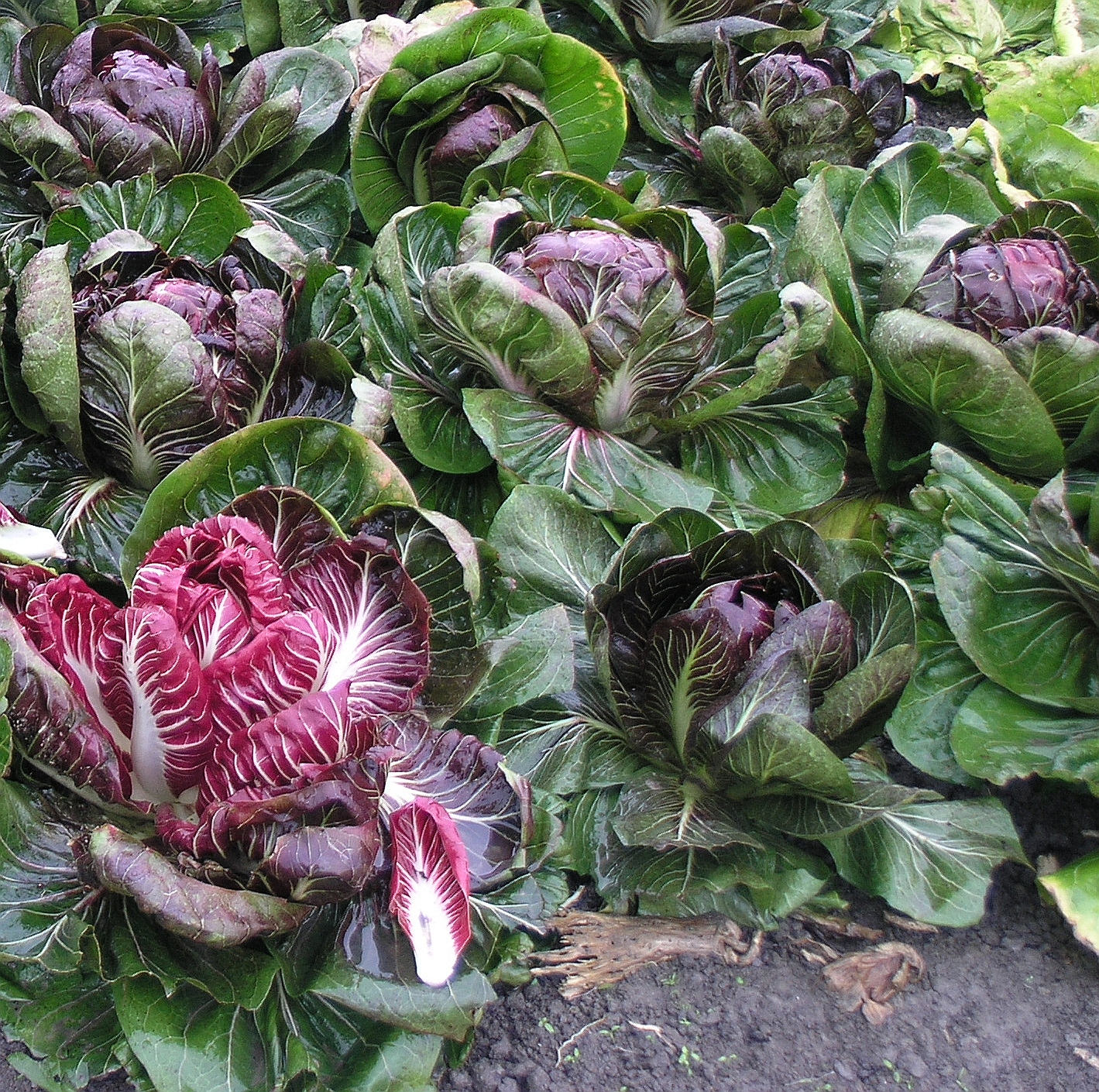
Variedades vermelha e roxa